# Cyclophora arthura
Cyclophora arthura là một loài bướm đêm trong họ Geometridae.